# DTU Exiles
DTU Exiles er en dansk rugbyklub, der er hjemmehørende i Lyngby. Klubben er oprindeligt oprettet af britiske studerende på DTU og er DTU's egen rugbyklub.
| Rugby | Spire Denne artikel om rugby er en spire som bør udbygges. Du er velkommen til at hjælpe Wikipedia ved at udvide den. |